# ملادن ملادنوف
ملادن ملادنوف (بلغاری: Младен Младенов؛ زادهٔ ۱۰ مارس ۱۹۵۷) کشتی‌گیر اهل بلغارستان بود.